# Desservant
Un desservant est une catégorie de curés à la tête d'une paroisse.

## Histoire
Sous l'Ancien Régime, un prêtre qui accomplissait les fonctions paroissiales dans une paroisse vacante, ou dont le curé était suspendu ou interdit était dénommé "desservant"; il était le vicaire, ou économe-curé : le Concile de Trente souhaitait qu'il en soit nommé un dans chaque paroisse vacante.
Après le Concordat de 1801, le nom de "desservant" a été appliqué à une deuxième classe de curés qui étaient nommés par l'évêque sans la sanction du gouvernement, mais pourraient également être retirés à tout moment par l'évêque. 
Cette institution devait son origine à la coutume plutôt qu'à la loi, bien que plus tard elle ait été entièrement légalisée. 
L’article 9 du nouveau concordat a décrété que « les évêques doivent faire une nouvelle circonscription des paroisses de leurs diocèses, qui n’entrera en vigueur qu'après avoir obtenu consentement du Gouvernement ». 
L'article 10 ajoute : « les évêques doivent faire les nominations aux paroisses; ils ne choisissent que les personnes approuvées par le Gouvernement. 
Enfin, l'article 14 prévoit de fournir « un salaire convenable aux évêques et aux curés ».
Seules les paroisses correspondant à des communes chefs-lieux de canton disposaient d'un curé, les paroisses moins importantes, correspondant aux autres communes, disposant d'un simple desservant en raison de l'application des Articles organiques, ajoutés par le gouvernement du Consulat au Concordat, qui établissaient des paroisses d’un second ordre, des paroisses succursales, dont les titulaires n’étaient pas canoniquement curés et ne recevaient aucune rémunération de l'État. 
Les articles organiques 31, 60, 61, 63 prévoient qu'« il y aura au moins une paroisse pour chaque juge de paix » (donc au chef-lieu de canton), que « l’évêque, en collaboration avec le préfet, réglementera le nombre et l’étendue des paroisses succursales » ; que « les prêtres officiants dans les paroisses succursales seront nommés par l’évêque » ; qu’ils seront également amovibles par lui ; la préférence devait néanmoins être accordée aux ecclésiastiques pensionnés par l'Assemblée constituante de 1789. 
Progressivement le nombre des paroisses succursales a augmenté par les décrets du 26 décembre 1804 et 30 septembre 1807,dans les débuts du XIXe siècle jusqu'à égaler le nombre des communes ; progressivement. 
Le gouvernement a permis à ces desservants de recevoir un petit traitement par les décrets du 31 mai 1804. 
D'un point de vue ecclésiastique, ils étaient "curés" à l’exception de la clause d'amovibilité.
Ce contexte, que le Concordat de 1801 n'avait pas anticipé, était avantageux pour l'Église de France, parce qu’elle laissait aux évêques la liberté de nommer un prêtre dans la plupart des paroisses sans consulter l'État; elle était également un avantage pour l’administration épiscopale, qui aurait été beaucoup entravée dans sa gestion du clergé si tous les curés avaient été inamovibles. 
Il n'a pas été officiellement approuvé par Rome, ; cependant, jusqu'en mai 1845, sous le pontificat du pape Grégoire XVI ("réponse de la Congrégation du Concile à l’évêque de Liège"), le pape autorisa le maintien de la situation existante jusqu'à ce que le Saint-Siège en décide autrement. 
Toutefois, de divers milieux, surgirent des protestations en faveur de l’inamovibilité canonique des desservants. 
En 1839, les frères Allignol publièrent une enquête sur l’état des desservants. 
Ce fut l'objet de plusieurs réunions des évêques Français à Rome et enfin de la réponse susmentionnée de Grégoire XVI.
Le 5 octobre 1864 la Congrégation des évêques réfuta une œuvre similaire de l’abbé Dagomer, « Réhabilitation du desservant ». À l’occasion, certains des desservants refusaient de céder leur place à l’ordre de l'évêque, affirmant un droit d’inamovibilité ; mais ils échouèrent.
À cet égard, la discipline ecclésiastique de la France était devenue fixe et acceptée; elle n’a pas non plus été modifiée par la Loi de séparation des Églises et de l'État de 1905 ; sauf que certains évêques ont cessé d’utiliser les termes "succursale" et "desservant", les remplaçant par « paroisse » et « curé », les deux, cependant, depuis longtemps dans l'usage ecclésiastique habituel.

## Source
- (en) Desservants, Auguste Boudinhon, Catholic Encyclopedia, Vol. 4,  New York, Robert Appleton Company, 1908, New Advent